# Caseolus consors
Caseolus consors é uma espécie de gastrópode da família Hygromiidae.
É endémica de Portugal.